# Calidad de vida (salud)
En general, la calidad de vida (CdV o CDV) es la percepción que tiene una persona sobre la calidad de su vida diaria, esto es, una evaluación de su bienestar o la ausencia de este. Esto incluye todos los aspectos físicos, sociales y emocionales de la vida de una persona. En el ámbito sanitario, la calidad de vida relacionada con la salud (CVRS) evalúa cómo una enfermedad, discapacidad o trastorno puede afectar el bienestar de una persona a lo largo del tiempo.

## Medición
Las primeras versiones de mediciones de la calidad de vida relacionada con la salud eran simples evaluaciones de las capacidades físicas (como, por ejemplo, si el paciente puede levantarse, comer y beber, o cuidar de su higiene personal de forma autónoma), hechas por un agente externo, o medidas simples (hasta qué ángulo puede flexionar una extremidad, por ejemplo).
El actual concepto de calidad de vida relacionada con la salud tiene en cuenta que las personas comparan su situación con sus expectativas personales. Estas pueden cambiar con el tiempo, así como responder a factores externos tales como la duración y la gravedad de la enfermedad, el apoyo familiar, etc. Al igual que con cualquier situación que implique múltiples perspectivas, la valoración que pacientes y médicos realizan ante la misma situación objetiva puede diferir significativamente. En consecuencia, la calidad de vida relacionada con la salud se suele evaluar mediante cuestionarios para pacientes. Estos son a menudo multidimensionales y cubren aspectos físicos, sociales, emocionales, cognitivos, laborales, de rol, e incluso espirituales, además de una amplia variedad de síntomas relacionados con la enfermedad, los efectos secundarios asociados a la terapia recibida, e incluso el impacto financiero de su estado de salud. Aunque estos cuestionarios y los indicadores de salud a menudo se utilizan indistintamente, ambos son conceptos diferentes.

### Actividades de la vida diaria
Los problemas de salud pueden interferir incluso con los aspectos más básicos de la vida diaria (por ejemplo, respirar cómodamente, dormir bien, controlar los esfínteres, comer o vestirse de forma autónoma, entre otros), por lo que los conceptos se han clasificado en actividades de la vida diaria (AVD) y actividades instrumentales de la vida diaria (AIVD). Esta clasificación y su análisis ayudan a objetivar, al menos en parte, la calidad de vida. Asimismo, y aunque la subjetividad no se pueda eliminar por completo, pueden ayudar, al cuantificar y restringir lo inefable, a mejorar la medición y la comunicación.

### Ejemplos
Al igual que otros instrumentos de evaluación psicométrica, los cuestionarios de calidad de vida relacionada con la salud deben cumplir ciertos criterios de calidad, sobre todo en lo que respecta a su fiabilidad y validez. Existen cientos de cuestionarios sobre calidad de vida relacionada con la salud validados, algunos de los cuales son específicos para ciertas enfermedades. Estos cuestionarios pueden clasificarse en dos categorías:
Instrumentos genéricos
- El HRQOL-14 Healthy Days Measure del CDC: un cuestionario de 4 preguntas básicas y 10 opcionales que utiliza el Centro para el Control y la Prevención de Enfermedades (CDC por sus siglas en inglés) (https://www.cdc.gov/hrqol/hrqol14_measure.htm).

- El cuestionario breve de salud (SF-36, SF-12 o SF-8): un cuestionario que se utiliza a menudo para evaluar la calidad de vida relacionada con la salud física y mental. Se emplea en ensayos clínicos y evaluaciones del estado de salud de poblaciones. También es apropiado para análisis farmacoeconómicos y para mejorar el racionamiento de los servicios sanitarios.

- El EQ-5D: un sencillo cuestionario de calidad de vida (https://euroqol.org).

- El AQoL-8D: un completo cuestionario[5][6] que evalúa la CVRS en 8 dimensiones; esto es, autonomía, felicidad, salud mental, afrontamiento, relaciones, autoestima, dolor y juicio (https://www.aqol.com.au).

Instrumentos específicos para una enfermedad o trastorno
- El cuestionario King's Health (KHQ)
- El cuestionario internacional de incontinencia urinaria (ICIQ-SF),[7] el módulo de pulmón (LC-13) del cuestionario de calidad de vida EORTC o la Escala Hospitalaria de Ansiedad y Depresión (HADS por sus siglas en inglés).
- La evaluación de la calidad de vida Manchester en versión reducida (MANSA por sus siglas en inglés): cuestionario de 16 preguntas para población con trastornos psiquiátricos.
- El ECOG, que se utiliza sobre todo para evaluar el impacto del cáncer en enfermos oncológicos.
- La Escala NYHA, que evalúa el efecto que producen las enfermedades cardiovasculares en los pacientes.
- El sistema de medición EORTC, que se utiliza en ensayos clínicos de oncología.[8] Estas herramientas han sido ampliamente probadas, validadas[9] y traducidas.[10] Hay además, en la actualidad, una gran cantidad de datos de referencia disponibles.[11] El campo de la CVRS ha crecido de forma significativa en la última década gracias a cientos de nuevos estudios y la mejora de los informes sobre los ensayos clínicos.[12] La CVRS parece ser un factor pronóstico de la supervivencia en algunas enfermedades y pacientes.[13][14]
- El cuestionario de calidad de vida WHOQOL-BREF de la OMS: un cuestionario general de calidad de vida que ha sido validado en diversos países.[15]
- La escala de calidad de vida específica para accidentes cerebrovasculares SS-QOL: es una medida de resultados de salud basados en el paciente que evalúa la CVRS específicamente en pacientes que han sufrido un accidente cerebrovascular. Mide la energía, el lenguaje, la movilidad, el estado de ánimo, la personalidad, el autocuidado, los roles familiares y sociales, la facultad de pensar, la movilidad de los miembros superiores, la vista y la productividad laboral.[16]
- En reumatología se han desarrollado instrumentos específicos para diferentes patologías como el RAQoL[17] para la artritis reumatoide, el OAQoL[18] para osteoartritis, el ASQoL[19] para espondilitis anquilosante, el SScQoL[20] para la esclerosis sistémica y el PsAQoL[21] para personas con artritis psoriásica.

## Utilidad
Los profesionales de la salud poseen una variedad de cuestionarios validados que permiten medir la calidad de vida relacionada con la salud del paciente. Los resultados recogidos ayudan a determinar las opciones de tratamiento del paciente, en base a resultados de pacientes anteriores, y la mejoría de la CdV del paciente antes y después del tratamiento.
Cuando se utiliza en un estudio longitudinal que examina a los pacientes antes, durante y después del tratamiento, esta herramienta puede ayudar a los profesionales de la salud a determinar la mejor opción de tratamiento,y, por tanto, a mejorar la atención sanitaria durante un proceso evolutivo.

### Importancia
Existe un campo de investigación en expansión que concierne al desarrollo, evaluación y aplicación de medidas de calidad de vida en investigación clínica (por ejemplo, en estudios aleatorizados controlados), sobre todo en relación con la investigación en servicios de salud. La investigación sobre la calidad de vida relacionada con la salud, si se realiza correctamente, es una fuente de información para los que trabajan en racionamiento de la salud o que participan en el proceso de toma de decisiones de agencias como la Administración de Alimentos y Medicamentos de los Estados Unidos, la Agencia Europea de Medicamentos o el Instituto Nacional para la Calidad de la Sanidad y de la Asistencia del Reino Unido. Además, puede utilizarse como último paso de ensayos clínicos de terapias experimentales.
Comprender la calidad de vida es un tema sanitario de creciente importancia, ya que la relación entre coste y utilidad plantea problemas complejos, a menudo con grandes implicaciones emocionales, debido al impacto que puede tener en la vida humana. Por ejemplo, los profesionales médicos deben analizar el coste beneficio para tomar decisiones económicas sobre el acceso a costosos medicamentos que solo prolongan la vida un corto espacio de tiempo o apenas si mejoran la calidad de vida. Además, el uso de estos medicamentos debe compararse con el coste de tratamientos alternativos o con la medicina preventiva. En caso de enfermedad crónica o terminal sin cura eficaz, se hace hincapié en mejorar la calidad de vida relacionada con la salud mediante intervenciones como la gestión de síntomas, la tecnología adaptativa y los cuidados paliativos.
En el ámbito de la asistencia geriátrica, la investigación indica que puede haber correspondencia entre buenas valoraciones de la calidad de vida de los residentes y  buenos resultados, lo que puede reducir sustancialmente los costes con el tiempo. La investigación también ha demostrado que los niveles de calidad de vida pueden ser métricas clave a la hora de diseñar e implementar cambios organizativos en residencias de ancianos.

### Investigación
La investigación sobre calidad de vida relacionada con la salud es extremadamente importante por las posibles implicaciones que pueda tener en tratamientos presentes y futuros, así como en protocolos de salud. Por consiguiente, los CVRS validados pueden convertirse en partes integrantes de los ensayos clínicos a la hora de determinar el valor de un medicamento testado al analizar su coste beneficio. Por ejemplo, el Centro para el Control y la Prevención de Enfermedades (CDC) utiliza su cuestionario de CVRS Healthy Day Measure como parte de una investigación para identificar disparidades en salud, rastrear tendencias poblacionales y construir grandes coaliciones en torno a la forma de medir la salud poblacional. A continuación, esta información puede ser utilizada por miembros del gobierno u otros funcionarios para aumentar la calidad y los años de vida, así como promover la igualdad de oportunidades, al buscar eliminar las disparidades en materia de salud.

### Ética
La ética de la calidad de vida se refiere a un principio ético que utiliza evaluaciones de la calidad de vida que una persona podría experimentar como base para tomar decisiones sobre la continuación o terminación de la vida. Se utiliza a menudo en contraste o en oposición a la ética de la inviolabilidad de la vida.

## Análisis

### Sesgos estadísticos
Durante el análisis de datos se producen con frecuencia anomalías estadísticas. Entre las más frecuentes al analizar la calidad de vida relacionada con la salud encontramos el efecto techo, el efecto suelo y el sesgo de respuesta.
El efecto techo se refiere a pacientes que tienen una calidad de vida por encima de la media al inicio del tratamiento y que, al recibirlo, no tienen mucho margen de mejora. Lo contrario es el efecto suelo, que se da en pacientes con una calidad de vida inferior al promedio y que tienen un margen de mejora mucho mayor. Por consiguiente, si el espectro de calidad de vida antes del tratamiento se encuentra demasiado desequilibrado, hay más posibilidades de que los resultados finales se distorsionen y no muestren la eficacia del tratamiento (o su falta) de forma correcta.

### Sesgo de respuesta
El sesgo de respuesta es un problema cada vez mayor en estudios longitudinales que se basan en los resultados reportados por los pacientes. Se refiere a la posibilidad de que las opiniones, los valores o las expectativas de un sujeto cambien a lo largo de un estudio, lo cual añade otro factor de cambio en los resultados finales. Los clínicos y demás profesionales de la salud deben recalibrar los cuestionarios a lo largo de un estudio para tener en cuenta este sesgo de respuesta. El grado de recalibración diferirá según factores relacionados con el área concreta de investigación y la duración del estudio.

### Variación estadística
En un estudio realizado por Norman et al. sobre cuestionarios de calidad de vida relacionados con la salud se encontró que la mayoría de los resultados se encontraban dentro de media desviación estándar. Norman et al. especularon que se debía a la limitada capacidad de discernimiento de las personas, ya identificada por George A. Miller en 1956. Miller utiliza el número mágico de 7 ± 2 para teorizar que, si la escala de una encuesta es mayor que 7 ± 2, los seres humanos no son consistentes y pierden capacidad para diferenciar pasos individuales en la escala, debido a la capacidad de canal.
Norman et al. proponen que las encuestas de calidad de vida relacionadas con la salud consideren una desviación estándar de 0.5 como un beneficio estadísticamente significativo de un tratamiento, en lugar de calcular diferencias mínimamente importantes (DMI) específicas de la encuesta, que son las supuestas mejoras de vida reportadas por los sujetos. En otras palabras, Norman et al. proponen que todas las escalas de los cuestionarios de calidad de vida relacionada con la salud se fijen en una desviación estándar de 0.5 en lugar de calcular una escala para cada estudio de validación de la encuesta cuyos pasos se conocen como diferencias mínimamente importantes (DMI).